# 15584 Yumaokamoto
15584 Yumaokamoto eller 2000 GO74 är en asteroid i huvudbältet som upptäcktes den 5 april 2000 av LINEAR i Socorro County, New Mexico. Den är uppkallad efter Yuma Okamoto.